# Chlumetia medioalba
Chlumetia medioalba är en fjärilsart som beskrevs av Embrik Strand 1917. Chlumetia medioalba ingår i släktet Chlumetia och familjen nattflyn. Inga underarter finns listade i Catalogue of Life.